# Granat CGŁ – 1
CGŁ - 1 – Polski ćwiczebny granat łzawiący.
Granat stosowany w celach szkoleniowych, np. podczas ćwiczeń z maskami p-gaz. Działanie granatu polega na wydzielaniu gazu dymno – łzawiącego. Granat CGŁ - 1 może być wyrzucany wyłącznie ręcznie. Korpus granatu wykonano z kartonu.